# Wacław Bacharz
Wacław Bacharz (ur. 15 maja 1915 w Czyżowicach, powiat Kazimierza Wielka, zm. 28 kwietnia 1988 w Kobieli) – starszy legionista Wojska Polskiego II RP, członek załogi i obrońca Wojskowej Składnicy Tranzytowej na Westerplatte w wojnie obronnej 1939.

## Życiorys

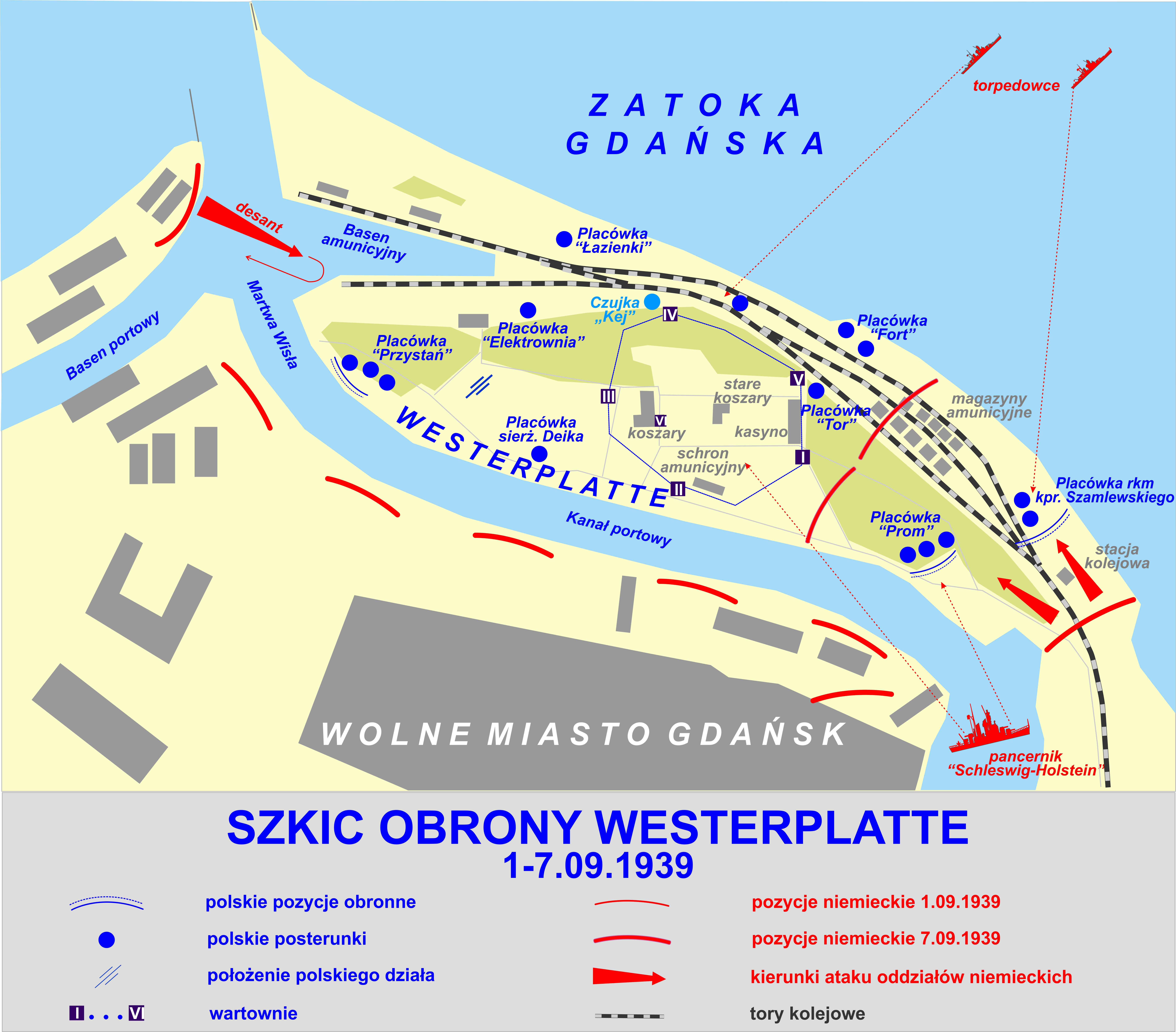
Obrona Westerplatte

Urodził się w Czyżowicach, jako syn Tomasza i Ludwiki z domu Poradów. Ukończył cztery klasy szkoły powszechnej. Służbę wojskową odbywał w 4 pułku piechoty Legionów w Kielcach, skąd został skierowany na Westerplatte, dokąd przybył 31 marca 1939. Brał udział w obronie Westerplatte będąc w załodze placówki „Przystań”. 
Po kapitulacji Westerplatte był jeńcem Stalagu I A Stablack w Prusach Wschodnich. A następnie pracował w majątkach okolicznych Niemców jako robotnik przymusowy. Z niewoli zwolniony w 1945. Od powrotu w rodzinne strony był pod stałą obserwacją Urzędu Bezpieczeństwa. Ożenił się i zamieszkał we wsi Kobiela. 

## Upamiętnienie
- Tablica na Westerplatte z nazwiskiem Bacharza[3]

## Odznaczenia
- Srebrny Krzyż Orderu Virtuti Militari (1989)
- Odznaka Grunwaldzka (1960)
- Brązowy Medal „Zasłużonym na Polu Chwały”
- Medal „Za udział w Wojnie Obronnej 1939" (1982)
- Odznaka honorowa „Za zasługi dla Miasta Gdańska”